# Loverboy (film, 1989)
Pour les articles homonymes, voir Loverboy (homonymie).
Pour plus de détails, voir Fiche technique et Distribution.
Loverboy est une comédie américaine de Joan Micklin Silver sorti en 1989. Le film met en vedette Patrick Dempsey, Kirstie Alley, Carrie Fisher, Kate Jackson et Barbara Carrera. L'histoire suit Randy Bodek, un étudiant universitaire paresseux, qui trouve un emploi de livreur de pizzas et découvre qu'il peut gagner de l'argent supplémentaire en offrant ses services personnels à des femmes au foyer insatisfaites.

## Synopsis
Randy Bodek (Patrick Dempsey) est un étudiant rebelle vivant avec sa petite amie Jenny Gordon (Kirstie Alley). Son père, exaspéré par son manque de direction et de motivation, lui ordonne de retourner chez lui et de trouver un travail. Randy finit par décrocher un emploi de livreur de pizzas chez Señor Pizza, mais ses maigres revenus ne lui permettent pas de financer ses études, et il désespère de pouvoir retourner auprès de Jenny le semestre suivant.
Lors de ses livraisons, Randy rencontre Alex Barnett (Barbara Carrera), une femme italienne riche et plus âgée, qui le gâte et l'attire dans une liaison passionnée. À mesure que cette relation se développe, Randy change de style, devient plus gai et commence à recevoir des cadeaux d'Alex par l'intermédiaire de son collègue Tony, ce qui amène son père à croire que Randy est gay.
Cependant, Alex doit retourner en Italie, et elle promet à Randy que s'il reçoit une commande de pizzas avec des anchois, elle le rappellera. Bientôt, une commande similaire arrive de la part de Kyoko Bruckner (Carrie Fisher), une femme mariée malheureuse, suivie d'autres commandes provenant de Dr. Joyce Palmer (Kate Jackson), une directrice de clinique, et Monica Delancy (Carrie Fisher), une photographe isolée.
Les aventures de Randy avec ces femmes lui permettent de mieux comprendre les désirs féminins, et il lance un réseau florissant de services d'escorte sous le prétexte des "anchois en extra", tout en parvenant à cacher cette activité à ses employeurs chez Señor Pizza. Cependant, les maris des femmes commencent à soupçonner quelque chose et finissent par découvrir la vérité. Une confrontation violente éclate, mais Randy échappe à une bagarre avec les maris, car l'un d'eux, Harry (le mari de Kyoko), découvre qu'il est le fils de Joe Bodek, son collègue de travail. La confusion entraîne une série de quiproquos et une série de mésaventures avant que la situation ne se calme.
Finalement, Randy avoue la vérité à Jenny, qui est déçue mais accepte de l'accompagner à la fête d'anniversaire de ses parents. Les maris suivent Jory Talbot (un rival de Randy) à la fête, où la situation dégénère en bagarre générale, et les maris sont arrêtés. Jory découvre que sa propre mère faisait partie des clientes de Randy, ce qui le ridiculise. Après des réconciliations et un pardon de son père, Randy est à nouveau soutenu financièrement pour ses études. La scène post-générique montre que les femmes ont soit pardonné à leurs maris, soit décidé de les laisser.

## Fiche technique
- Réalisation : Joan Micklin Silver
- Scénario : Robin Schiff, Tom Ropelewski, Leslie Dixon
- Date de sortie : 9 août 1989 (France)
- Durée : 98 min.
- Image : John Hora
- Musique : Michel Colombier

## Distribution
- Patrick Dempsey : Randy Bodek
- Kate Jackson : Diane Bodek
- Robert Ginty (VF : Jacques Frantz): Joe Bodek
- Nancy Valen : Jenny Gordon
- Dylan Walsh : Jory Talbot
- Barbara Carrera : Alex Barnett
- Carrie Fisher : Monica Delancy / Dr. Joyce Palmer
- Kirstie Alley : Dr. Joyce Palmer
- Bernie Coulson (VF : Daniel Lafourcade): Sal
- Vic Tayback (VF : Jean-Pierre Moulin): Harry Bruckner
- Kim Miyori : Kyoko Bruckner
- Robert Picardo : Dr. Reed Palmer
- Pete Koch : Claude Delancy

## Fiche technique
- Réalisation : Joan Micklin Silver
- Scénario : Robin Schiff, Tom Ropelewski, Leslie Dixon
- Date de sortie : 9 août 1989 (France)
- Durée : 98 min.
- Image : John Hora
- Musique : Michel Colombier